# هاس بيرسون
هاس بيرسون (بالسويدية: Hasse Persson)‏ هو لاعب كرة قدم سويدي، ولد في 20 يناير 1929 في Klippan, Scania ‏ في السويد، وتوفي بنفس المكان في 29 يوليو 2001. شارك مع منتخب السويد لكرة القدم. أما مع النوادي، فقد لعب مع نادي هلسينغبورغ.